# Dermatomicosi
La dermatofitosi è una malattia di origine parassitaria a carico dell'epidermide, provocata da funghi quali Microsporum, Trichophyton e Epidermophyton.
La dermatomicosi più frequente è rappresentata dalla tigna, che colpisce sia l'essere umano che gli animali.